# نظرية المعرفة الإصلاحية
في فلسفة الدين، نظرية المعرفة الإصلاحية هي أطروحة حول عقلانية المعتقد الديني. الادعاء المركزي الذي بنيت عليه هو أن المعتقد الديني يمكن أن يكون عقلانيًا دون اللجوء إلى الأدلة أو الحجج. هناك، بشكل عام، طريقتان يدعم بموجبهما علماء المعرفة الاصلاحية هذا الادعاء. الأول هو القول بأنه لا توجد طريقة لصياغة التهمة بنجاح بأن المعتقد الديني غير كافي معرفيًا إذا كان يفتقر إلى الدعم بالأدلة أو الحجج. الطريقة الثانية هي تقديم وصف لما يعنيه أن يكون المعتقد عقلانيًا، واقتراح طرق يمكن أن تلبي بها المعتقدات الدينية هذه المتطلبات في الواقع.